# Elevador do Castelo

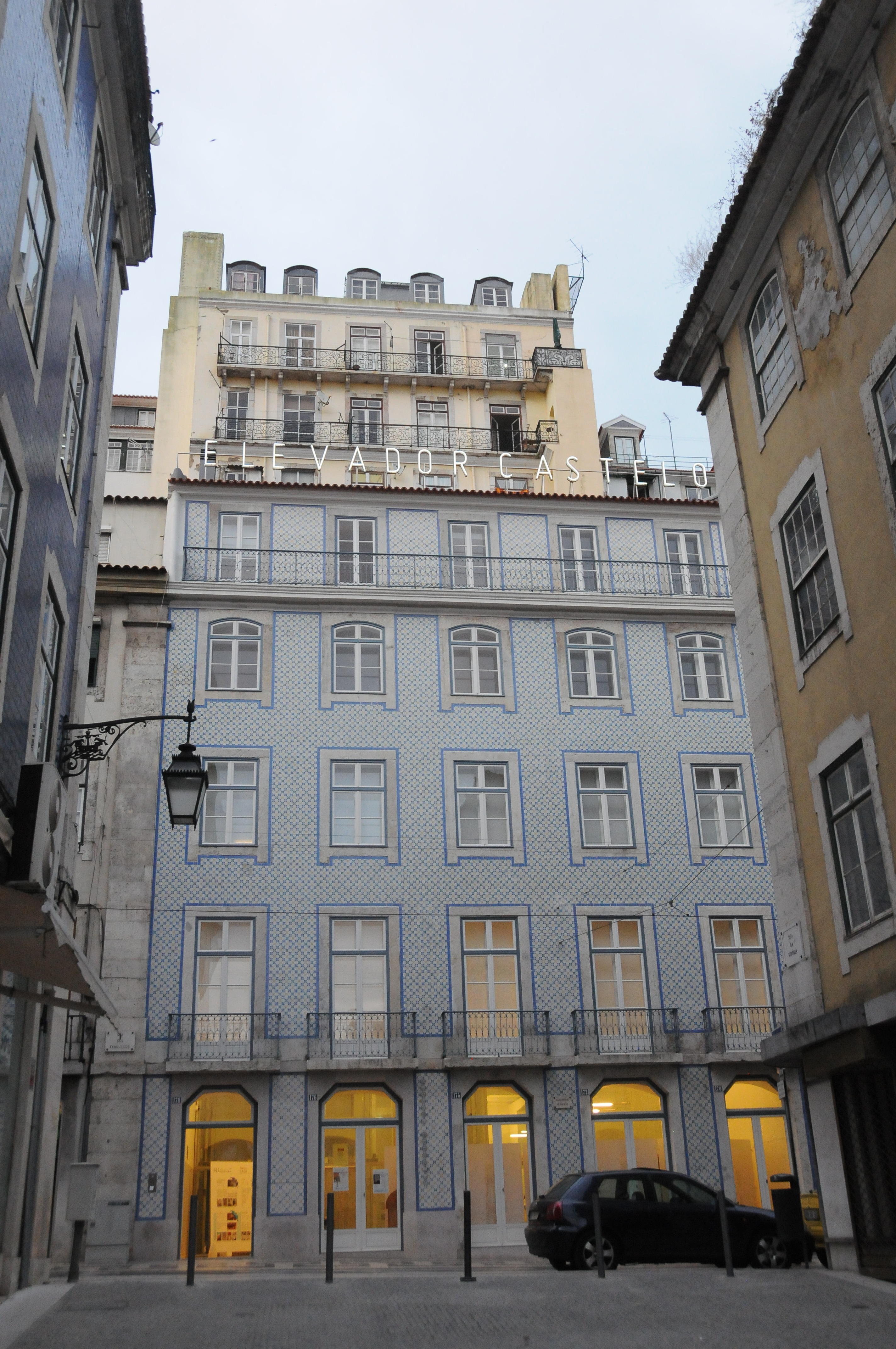
Elevador do Castelo, estação base da secção baixa: Rua dos Fanqueiros, 170-178

O Elevador do Castelo é um conjunto de dois elevadores públicos de acesso gratuito em Lisboa, Portugal, que ligam a baixa da cidade ao Castelo de São Jorge. O primeiro liga a Rua dos Fanqueiros à Rua da Madalena e tem uma saída para o Largo Adelino Amaro da Costa. O segundo elevador encontra-se no Mercado do Chão do Loureiro. 
Ao contrário de várias infraestruturas semelhantes, eregidas em Lisboa no final do século XIX — das quais subsiste o mítico Elevador de Santa Justa (que liga também a Baixa mas à oposta colina do Bairro Alto), o Elevador do Castelo é uma obra do século XXI: foi inaugurado no dia 31 de Agosto de 2013, oito meses depois do previsto.

## História

### Projecto de 2009
O Elevador do Castelo foi uma ideia de ligar a baixa pombalina ao Castelo de São Jorge, em Lisboa, Portugal, por um transporte público, prático e rápido. Alguns anos após ter sido abandonado (ver abaixo), um novo projecto da ligação em elevador da Baixa de Lisboa ao Castelo de São Jorge foi aprovado, no dia 20 de maio de 2009, pela Câmara Municipal de Lisboa.
A ligação faz-se por um primeiro elevador colocado num prédio (devoluto em 2009) da Rua dos Fanqueiros que tem uma saída para o Largo Adelino Amaro da Costa. Daqui um outro elevador, dentro do antigo Mercado do Chão do Loureiro (atualmente um supermercado Pingo Doce), estabelece a restante ponte com a Costa do Castelo. Além do elevador, previa-se que o mercado integrarasse ainda um parque de estacionamento em silo automóvel, um supermercado e um restaurante panorâmico .

### Projecto de 2000

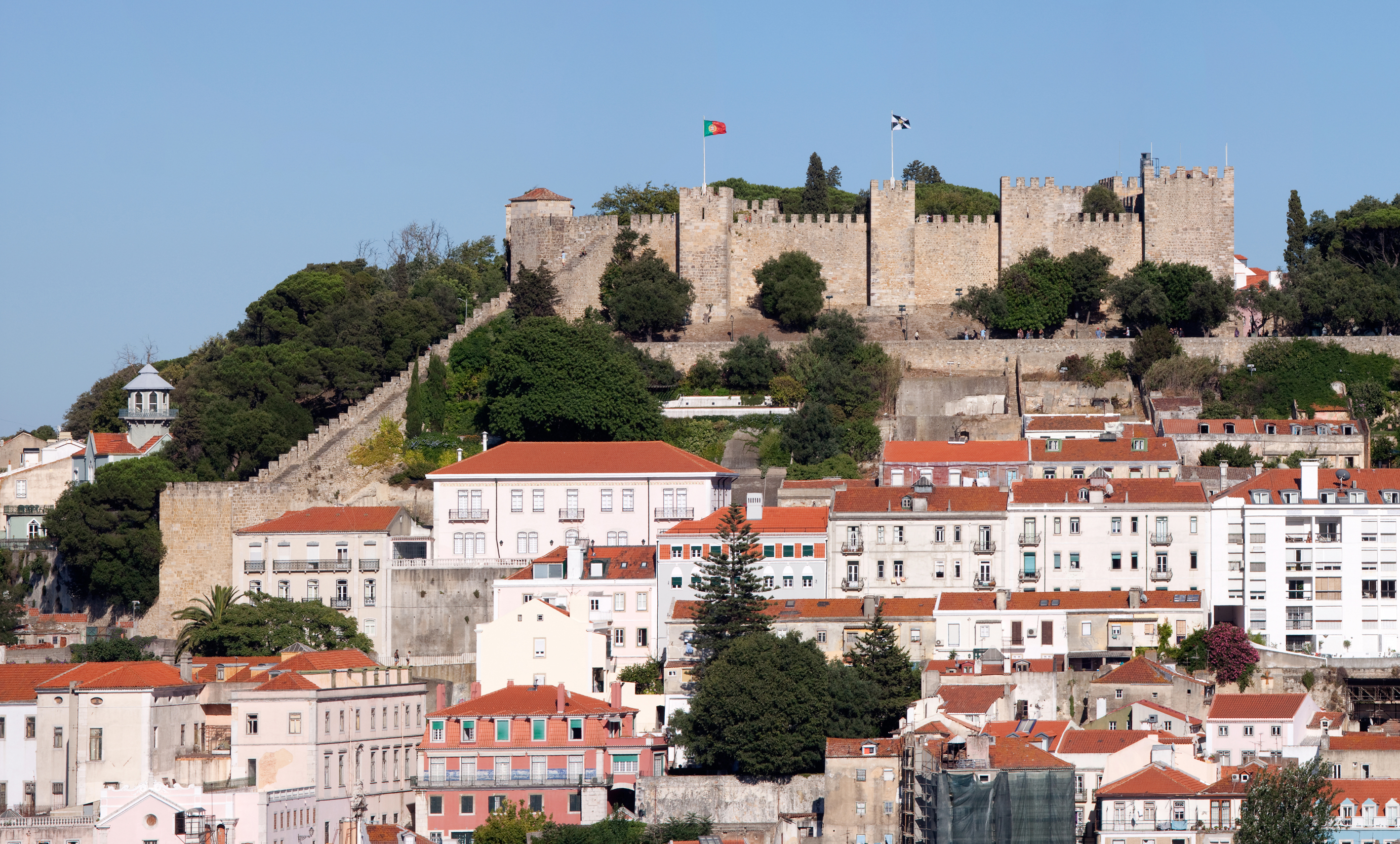
Aspeto do declive a vencer.

O Presidente da Câmara Municipal de Lisboa de 1996-2002, João Soares, apresentou, já no fim do seu mandato, um projecto de elevador vertical com passadiço para fazer a prometida ligação da Baixa Pombalina ao Castelo de São Jorge (ao invés das alternativas alvitradas: funicular ou cascata de escadas rolantes ).
Em princípios de 2001, fruto de forte oposição pública ao projecto, João Soares anuncia o seu abandono definitivo:
Não obstante continuarmos a acreditar profundamente na sua utilidade e na sua qualidade estética, paisagística e urbanística, assumimos com clareza com a cidade de Lisboa e com os lisboetas o compromisso de o não realizar.
O prédio 39 do Poço do Borratém, onde assentaria a base do elevador, fora entretanto já despejado. Aquando da desistência do projecto, João Soares anunciou a sua reabilitação «para habitação de gente nova».

#### Antevisões
- Antevisões panorâmicas no sítio da Câmara Municipal de Lisboa: vistas a partir de Castelo, Martim Moniz (norte)[ligação inativa], Terreiro do Paço[ligação inativa], Martim Moniz (sul), e Cacilhas.
- Libelo anti-elevador, asinado pelo M.P.T., com quatro antevisões panorâmicas[ligação inativa] (no sítio do Movimento o Partido da Terra (MPT))